# Jean Christopher Herold
Jean Christopher Herold (11. května 1919 Brno – 10. prosince 1964 New York) byl česko-americký redaktor univerzitního tisku a spisovatel. V letech 1946-1956 byl redaktorem Columbia University Press, editoval články Columbia Encyclopedia o evropské historii. Od roku 1956 do roku 1960 byl Herold redaktorem Stanford University Press.
Herold jako autor psal především knihy o francouzské historii, Napoleonu Bonapartovi a také se věnoval Johance z Arku a Madame de Staël. V roce 1959 vyhrál National Book Award v oboru literatura faktu s Mistress to am Age: A Life of Madame de Staël a  v roce 1960 získal Guggenheimovo stipendium. Herold také získal stipendia od Královské literární společnosti a Společnosti amerických historiků.

## Život
Herold se narodil 11. května 1919 v Brně a koncem 30. let 20. století studoval literaturu na Ženevské univerzitě. Po přestěhování do New Yorku v roce 1939 šel Herold na počátku 40. let 20. století na Columbia University, kde získal bakalářský titul a magisterský titul.
Po dokončení studií byl Herold v letech 1942 až 1945 členem Vojenského zpravodajského sboru. V roce 1946 Herold zahájil desetileté působení v redakci Columbia University Press. Během tohoto období Herold pracoval na článcích o dějinách Evropy v pozici asistenta editora pro Columbia Encyclopedia, kdy „přepsal asi 10 milionů článků“.
V roce 1956 byl Herold vybrán jako redaktor pro Stanford University Press. Funkci zastával až do roku 1960. Mimo editace napsal Herold v roce 1948 v Columbii svou první knihu, The Swiss Without Halos.  Během své literární kariéry v 50. do 60. let psal Herold především o ve francouzské historii, především o Napoleonu Bonapartovi.
V roce 1952 napsal Herold dětskou knihu o Johance z Arku (Joan, Maid of France), kterou Frederick T. Chapman opatřil kresbami. Po zahájení práce v roce 1953 vydal Herold v roce 1958 životopis Madame de Stael. V roce 1961 vydal knihu o slavných ženách, které žily ve Francii mezi 17. a 19. stoletím, nazvanou Love in Five Temperaments. Jeho publikace se věnovala postavím Madame de Tencin, Madame de Staal de Launay, Mademoiselle Aisse, Mademoiselle Clairon a Julie de Lespinasse. 
V roce 1958 obdržela kniha Mistress to an Age: A Life of Madame de Staël zlatou medaili za literaturu faktu jako součást California Book Awards. V následujícím roce vyhrála kniha Mistress to an Age: A Life of Madame de Staël National Book Award za literaturu faktu za rok 1959. Následující rok získal Guggenheimovo stipendium v roce 1960 za studium francouzské literatury. Další stipendia, která Herold obdržel, byla od Královské společnosti literatury a Společnosti amerických historiků.
Jean Christopher Herold byl ženatý a měl jedno dítě. Zemřel 10. prosince 1964 v newyorské Columbia-Presbyterian Medical Center.